# Маккензи, Колин, 1-й граф Сифорт
Колин Маккензи, 1-й граф Сифорт (англ. Colin Mackenzie, 1st Earl of Seaforth; 1596/1597 — 15 апреля 1633) — шотландский дворянин, владевший обширными поместьями. Глава шотландского горного клана Маккензи и 2-й лорд Маккензи из Кинтайла (1611—1633)

## Происхождение
Колин Маккензи по прозвищу «Руад» (то есть «Красный») был старшим сыном Кеннета Маккензи, 1-го лорда Маккензи из Кинтейла (ок. 1569—1611), от его первой жены Джин Энн, дочери Джорджа Росса из Балнагоуна. Маккензи — клан из Россшира, получивший известность в XV веке во время распада Лордства Островов.

## Оончательное подчинение Льюиса
Колину Маккензи было всего 14 лет, когда его отец умер в 1611 году, и поэтому территории клана были переданы его дяде, сэру Родерику Маккензи из Койгача (ок. 1574—1626), «Тьютор Кинтайла». После смерти лорда Маккензи Нил Маклауд и другие члены Маклаудов с Льюиса, которых лорд Маккензи недавно подчинил, подняли восстание на острове Льюис. Ряд комиссий против них был предоставлен в 1611—1616 годах тьютору Кинтайла, Колину Маккензи из Киллина, Мердо Маккензи из Кернсари, Александру Маккензи из Коула и Кеннету Маккензи из Давохмалуага, а соседним вождям (Дональду Горму Макдональду из Слита, Родерику Маклеоду Харриса, Хью Маккея из Фарра и его сына, а также Макнейла из Барры) было запрещено оказывать помощь повстанцам. Сам Нил Маклауд был схвачен и казнен в Эдинбурге в апреле 1613 года, но беспорядки продолжались. Специальной комиссией короля от 14 сентября 1614 года Маккензи были освобождены по причине их причастности к Льюису от участия в разрешении спора между двумя фракциями клана Кэмерон (действуя в качестве доверенных лиц маркиза Хантли и графа Аргайла). Как только он снова был взят под контроль, Льюис оставался во владении клана Маккензи из Кинтайла, пока он не был продан сэру Джеймсу Мэтисону в 1844 году.

## Приобретение дополнительных территорий
После смерти лорда Маккензи его поместья были очень тяжело обременены враждой с кланом Макдонелл из Гленгарри, а также различными семейными трудностями и долгами. Тьютор Кинтайла завершил компромисс по спорам с Гленгарри, начатый лордом Маккензи, и в остальном посвятил себя делам своего племянника до такой степени, что поместья были освобождены до того, как Колин достиг совершеннолетия, оставив его «хозяином богатого состояния и великих [феодальных] господств». В частности, он приобрел поместья Троттерниша с наследственным постом стюарда острова Скай, а также Разей и другие острова. Граф Кромарти сказал: «Этот Колин был благородным и добродетельным человеком, любимым всеми хорошими людьми, особенно его принцем. Он приобрел и утвердил право превосходства Мойдарта и Арисейга, капитана земель Кландоналда, на которые ранее претендовал его отец, лорд Кеннет, но не дожил до того, чтобы осуществить это. Таким образом, все нагорья и острова от Арднамурхана до Стратнавера были либо собственностью Маккензи, либо находились под его вассальной зависимостью, за исключением некоторых, и все вокруг него были связаны с его семьей очень строгими узами дружбы или вассалитета, которые, поскольку вызывали уважение у многих, вызывали зависть у других, особенно равных ему.»
Такое богатство было нелегко приобрести: и тьютор (наставник) Кинтайла, и, в свое время, Колин подвергся критике за навязывание высоких вступительных взносов и арендной платы арендаторам Колина в Кинтайле и на Западном побережье. Действительно, в ходу гэльская пословица гласила: «Есть две вещи хуже наставника Кинтайла: мороз весной и туман в собачьи дни».

## Королевская милость
Благосклонность Маккензи к королю Якову Стюарту, о которой говорил граф Кромарти, хорошо продемонстрирована его возведением в декабре 1623 года в графство Сифорт (название морского озера, отделяющего Льюиса от Гарриса) и виконтство Фортроуз. Во время своего последнего визита в Лондон (во время которого король также похвалил его за то, что он лучший лучник в Британии) Колин Маккензи был встревожен, узнав от короля, что его лояльность была поставлена под сомнение анонимным источником. Однако доверие короля к нему оставалось, видимо, непоколебимым.

## Экстравагантность
Колин Маккензи не стремился к экономии и потратил огромные суммы, чтобы обеспечить свой контроль над Мойдартом и Арисейгом в судебном споре с графом Аргайлом. Он значительно расширил замок Чанонри-оф-Росс, а также построил замок Брахан. Преподобный Джон Макрэ (ум. 1704) записал, что он «большую часть своего времени прожил в Чанонри-оф-Росс в большом государстве и очень великолепно. Он ежегодно импортировал свои вина с континента и держал склад для своих вин, пива и других спиртных напитков. из которого он пополнял свой флот во время путешествий вокруг Западного побережья и реки Льюис, когда он каждый год или, по крайней мере, каждые два года совершал круговое плавание вокруг своих поместий… Едва ли можно поверить, какая скидка была сделана на его стол из виски и виски. Французские вина во время этих поездок среди своего народа… Я слышал, как мой дедушка, г-н Фаркуар МакРа (тогдашний констебль замка), говорил, что граф никогда не приходил в его дом с менее чем 300, а иногда и 500 людьми».

## Благочестие
Маккензи и его жена имели репутацию благочестивых людей. Ежегодно они приходили принять причастие у преподобного Томаса Кэмпбелла, священника Кармайкла, Южный Ланаркшир, и обычно в их доме было несколько капелланов. Маккензи снабжал церкви Льюиса, хотя и не был обязан это делать, а также пять церквей Кинтайла, Лох-Алша, Лохкаррона, Лохбрума и Гейрлоха (покровителем которых он был) ценными книгами из Лондона, произведениями новейшие и лучшие авторы. Он также заложил фундамент церкви в Стратконане и Стратбране. Он потратил 4 000 мерков гимназии в Чанонри-оф-Росс и намеревался исполнить несколько благочестивых произведений, если бы его смерть не помешала этому.

## Брак и семья
В 1614 году Колин Маккензи женился на Маргарет Сетон, дочери Александра Сетона, 1-го графа Данфермлина (1555—1622), лорда-канцлера Шотландии. Маргарет была близкой подругой своей соседки Энн Гордон, графини Морей. Маргарет умерла в Эдинбурге 20 февраля 1631 года, после чего Маккензи заболел продолжительной болезнью, из-за которой он на некоторое время остался в своей комнате перед смертью. Он умер в Чанонри 15 апреля 1633 года, и его титул и поместья унаследовал его младший сводный брат Джордж Маккензи, 2-й граф Сифорт.
У графа и графини Сифорт было трое детей:
- Александр Маккензи, умер от оспы в замке Чанонри 3 июня 1629 года
- Энн Маккензи (ок. 1621 — 2 мая 1707)[2], 1-й муж с 1640 года Александр Линдси, 1-й граф Балкаррес (1618—1659); 2-й муж с 1670 года Арчибальд Кэмпбелл, 9-й граф Аргайл (1529—1585)
- Джин Маккензи (? — 31 марта 1648)[2], 1-й муж — Джон Синклер, мастер Берридейл (? — 1639), 2-й муж — Александр Сазерленд, 1-й лорд Даффус (ум. 1674).